# Siphocampylus angustiflorus
Siphocampylus angustiflorus là loài thực vật có hoa trong họ Hoa chuông. Loài này được Schltr. & Zahlbr. miêu tả khoa học đầu tiên năm 1897.